# Farkadona
Farkadona (Grieks: Φαρκαδόνα) is sedert 2011 een fusiegemeente (dimos) in de Griekse bestuurlijke regio (periferia) Thessalië.
De drie deelgemeenten (dimotiki enotita) zijn:
- Farkadona (Φαρκαδόνα)
- Oichalia (Οιχαλία)
- Pelinnaioi (Πελινναίοι)